# Les Grands Ballets canadiens de Montréal

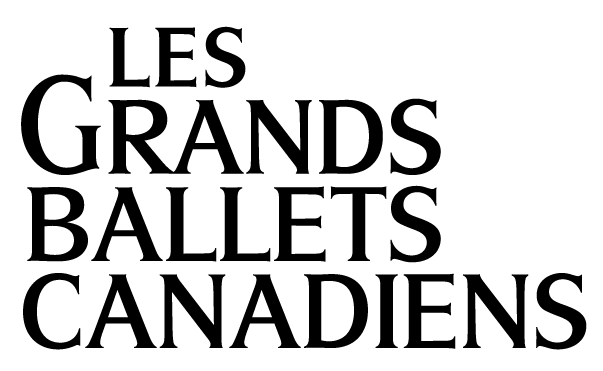
Logo

Les Grands Ballets Canadiens de Montréal sont une compagnie canadienne de ballet établie à Montréal, Québec.

## Description

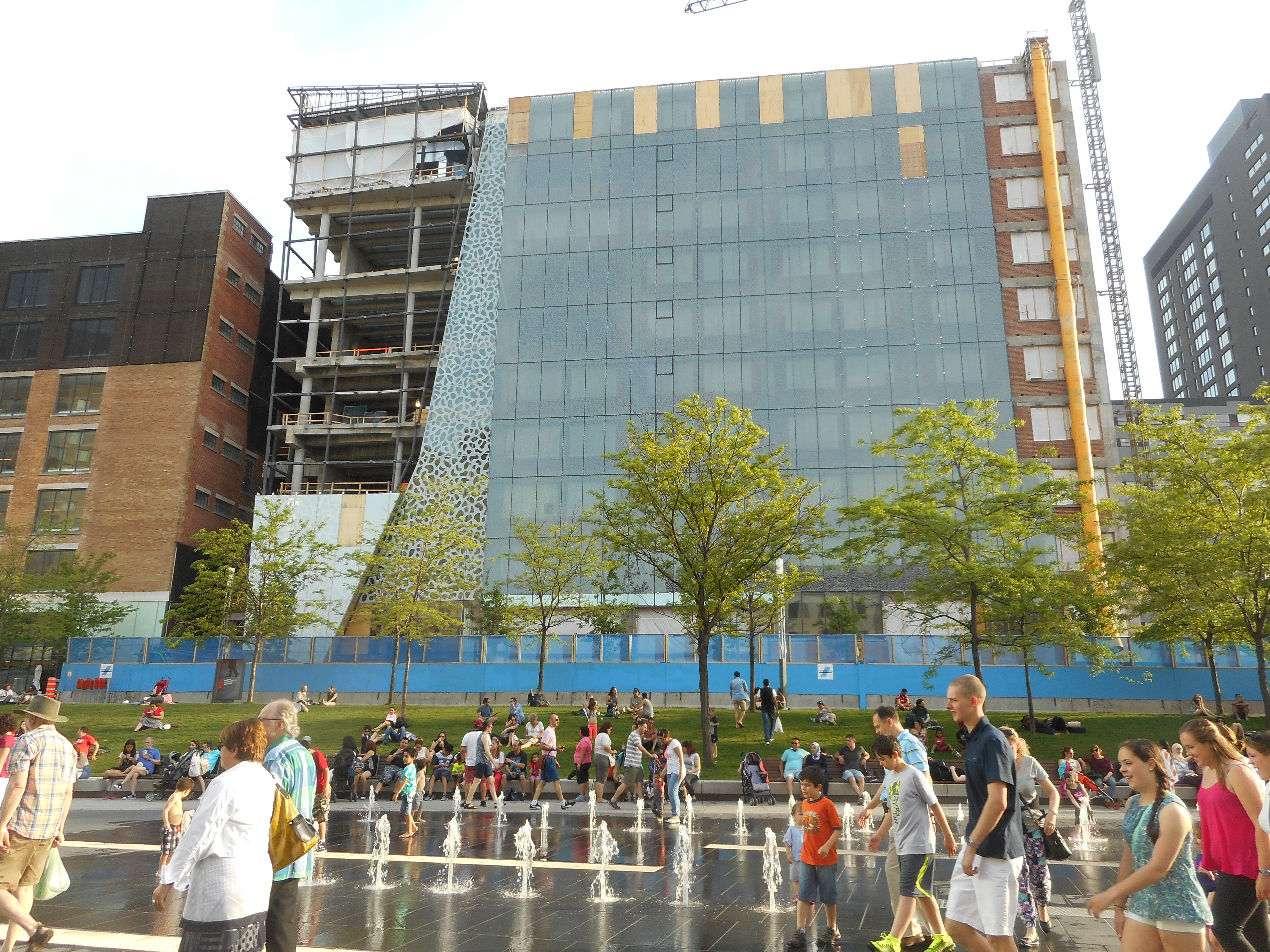
Édifice Wilder
vu de la place des Festivals

Sous la direction artistique d’Ivan Cavallari, les danseuses et danseurs des Grands Ballets, interprètent des chorégraphies de créateurs de référence et d’avant-garde. 
Établis, depuis 2017, dans l'Espace danse de l'Édifice Wilder, au cœur du Quartier des spectacles à Montréal, Les Grands Ballets proposent une approche holistique innovante unique au monde de laquelle sont nés Les Studios, ainsi que le Centre national de danse-thérapie qui font la promotion de tous les bienfaits que procure la danse.
La mission de la compagnie est également d’assurer une ouverture à l’art pour tous et c’est en ce sens qu’elle a fondé, entre autres, le Fonds Casse-Noisette qui permet à des milliers d’enfants chaque année d’être initiés au ballet. Les Grands Ballets, reconnus pour leur excellence, leur créativité et leur audace, sont pleinement engagés au sein de la collectivité et rayonnent sur toutes les scènes du monde.

## Histoire
Fondés en 1957 par Ludmilla Chiriaeff, fille d'émigrants russes qui avait quitté Berlin et s'était installée à Montréal en 1952 avec un rêve : enseigner la danse et la faire aimer. 
À son arrivée à Montréal, Ludmilla Chiriaeff fonde une petite troupe, Les Ballets Chiriaeff.  La télévision en est alors à ses premières heures et Chiriaeff se voit approcher par la Société Radio-Canada afin de présenter périodiquement des ballets dans le cadre de l'émission L'Heure du concert.  Chiriaeff signe la plupart des chorégraphies.  Parmi les danseurs, on retrouve Eric Hyrst (également chorégraphe), Brydon Paige et Eva von Gencsy.
En 1957, les Ballets Chiriaeff deviennent Les Grands Ballets canadiens, la toute première compagnie de ballet professionnelle au Québec.
En 1964, Fernand Nault se joint à la troupe en tant que danseur, mais surtout chorégraphe.  Il signe trois gros succès : une version de Casse-Noisette présentée pour la première fois en 1964 et remontée pratiquement à chaque année depuis, Carmina Burana, dont la première a lieu en 1967 et qui sera régulièrement repris par la suite, ainsi que Tommy, un ballet sur la musique du groupe The Who qui crée la surprise lors de sa présentation en octobre 1970. La compagnie se penche brièvement sur la danse moderne au courant des années 1980, mais une mauvaise réception les ramène à leurs bases classiques.  
Les Grands Ballets canadiens de Montréal sont devenus au fil des années une compagnie de création, de production et de diffusion de réputation internationale qui se consacre au développement du ballet sous toutes ses formes, en s'appuyant sur la discipline du ballet classique. Ils rejoignent le grand public d'ici et d'ailleurs, afin de susciter la découverte, stimuler l'imaginaire, éveiller des émotions et transmettre la passion de la danse.
Les Grands Ballets visent l'excellence et incarnent l'ouverture, la créativité et l'audace, dans une vision de société inspirée et généreuse.